# Trix Express

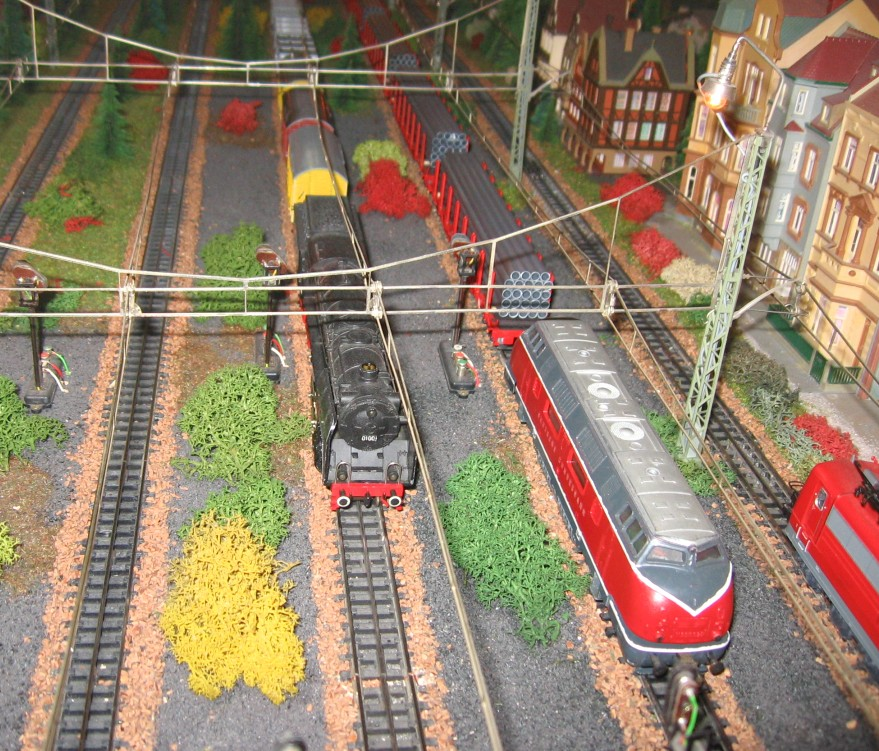
左側BR01、右側BR V-200

Trix Expressは、ドイツのゲッピンゲンのメルクリン社が現在所有している、ドイツのニュルンベルクのTrixの主要な鉄道模型製品です。
Trix Expressシステムは、1935年春のライプツィヒ展示会で最初に導入されました。これは、16.5mmトラック（1:87）を使用した最初のリーズナブルな価格のH0 （ハーフゼロ）テーブルトップ鉄道模型システムでした。ドイツでは、システムはTrixExpressとして販売されていました。ナチスがStefanBing社のユダヤ人所有者などに株式の売却を強制した後、彼らは英国に移り、当初は同じシステムを使用していたTrix Ltd Londonを設立しました。このブランドはTTR - TRIX TWIN RAILWAYと呼ばれていました。

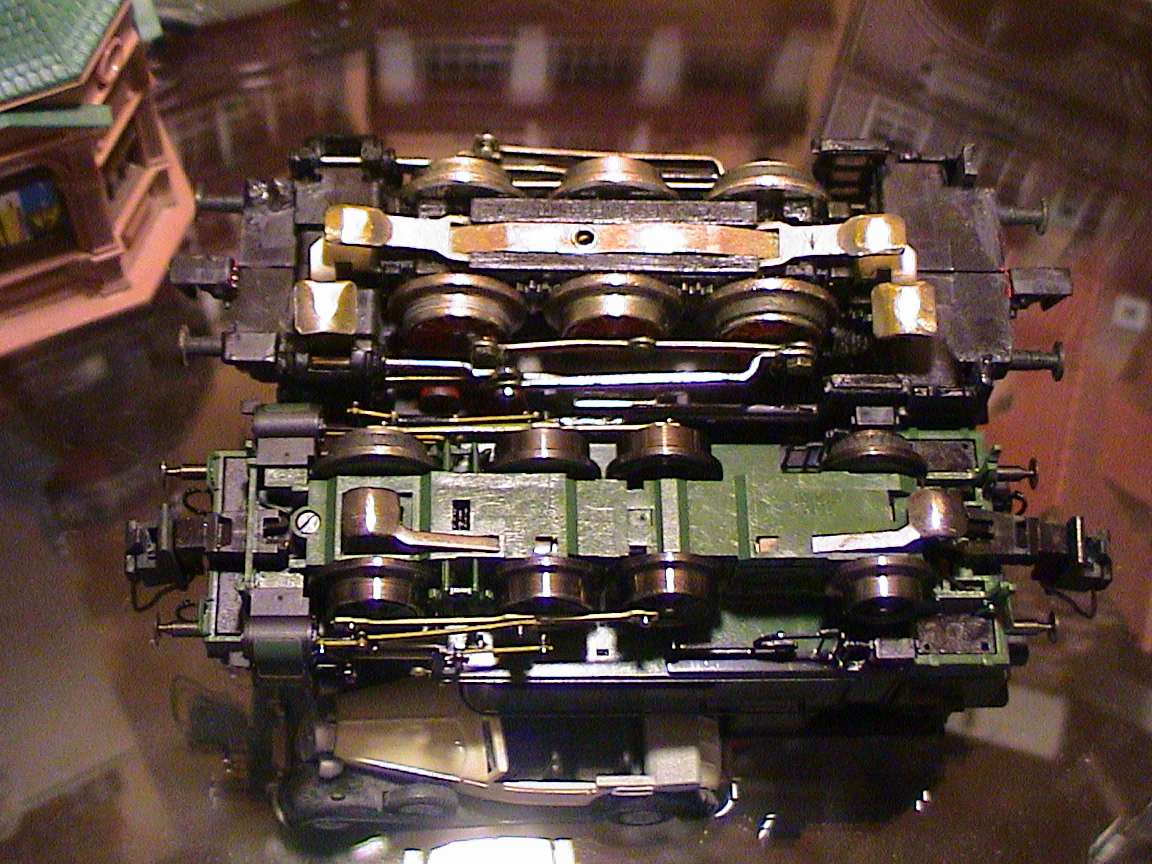
古い（上）モデルと新しい（下、サードレールのみ）モデルでのスライディングコンタクト

第二次世界大戦以前に導入された他のシステムと同様に、モデルに電流を供給する手段として3番目の（中央の）レールを使用していました。メルクリンH0（現在も生産されている）やホーンビー鉄道などの他のシステムとは異なり、中央のレールをコモンピックアップとして使用して、外側の線路は絶縁されていました。これにより、同じ軌道上で2つの動力車を独立して操作でき、架線が使用されている場合は3つでも操作できます。
元のシステムは交流14V電源を使用していました。ドイツの会社は1953年に直流14Vに変更し、最後のモデルがメルクリン会社の支援の下で生産された2003年まで第三軌条方式を使用していました。メルクリンへの素晴らしいロビーのために、Trix Expressは、新しい車両を生産することによって2013年に再開されました。英国のTrixTwin社は1956年に直流に変更され、1960年代初頭に3つの鉄道システムを放棄し、1970年代に多数の買収と合併が行われた後に完全に消滅しました。
センターピックアップとは別に、Trix Expressシステムは、1930年代に慣例であった、近年まで、より大きなホイールフランジも保持していたため、脱線はかなり珍しかったが、同時に、車両はより近代的な2線式レールNEMシステムと互換性がなくなりました。
Trix Expressシステムは、英国、ドイツ、オランダなどのアクティブなクラブを持つ国でまだ多くの支持を集めており、 eBayですぐに利用できます。